# Redman
Reginald „Reggie” Noble (n. 17 aprilie 1970), mai bine cunoscut sub numele de scenă „Redman”, este un rapper și actor american.
1. ↑  Reeves, Mosi. „B-Boys on Acid: A Brief History of Psychedelic Hip-Hop”. The Dowsers. Accesat în 17 august 2023.